# Nikola Đukić
Nikola Đukić, czar. Никола Дукић (ur. 26 stycznia 1983) – czarnogórski szachista, arcymistrz od 2005 roku.

## Kariera szachowa
W 2000 r. reprezentował barwy Jugosławii w mistrzostwach Europy juniorów w Chalkidiki, zajmując VIII miejsce w grupie do lat 18. W 2001 r. zdobył w Tivacie złoty medal mistrzostw Jugosławii juniorów do 20 lat. W 2002 r. zwyciężył w memoriale Victora Ciocaltei w Bukareszcie, w 2003 r. zdobył wicemistrzostwo Jugosławii w kategorii do 20 lat oraz zwyciężył (przed m.in. Olegiem Romaniszynem) w otwartym turnieju w Belgradzie. W 2004 r. odniósł duży sukces, zdobywając złoty medal w indywidualnych mistrzostwach Serbii i Czarnogóry, podzielił również II miejsce (za Wadimem Szyszkinem, wraz z Belą Badea i Levente Vajdą) w kołowym turnieju w Bukareszcie. W 2005 r. zajął II miejsce (za Milosem Perunoviciem) w mistrzostwach Serbii i Czarnogóry oraz podzielił II miejsce (za Aleksandrem Bielawskim) w memoriale Milana Vidmara w Portoroż, natomiast w 2006 r. podzielił II miejsce (wraz z Draganem Kosiciem) w mistrzostwach Czarnogóry, rozegranych w Cetinje. W 2009 r. podzielił I miejsce (wspólnie z Dejanem Bożkowem) w Cetinje. W 2014 r. zdobył tytuł indywidualnego mistrza Czarnogóry.
Wielokrotnie reprezentował Jugosławię i Czarnogórę w turniejach drużynowych, m.in.:
- czterokrotnie na olimpiadach szachowych (w latach 2008, 2010, 2012, 2014)[5],
- czterokrotnie na drużynowych mistrzostwach Europy (w latach 2007, 2009, 2011, 2013)[6],
- dwukrotnie na drużynowych mistrzostwach Europy juniorów do 18 lat (w latach 2000, 2001); medalista wspólnie z drużyną – brązowy (2001)[7].

Najwyższy ranking w dotychczasowej karierze osiągnął 1 lipca 2008 r., z wynikiem 2545 punktów zajmował wówczas 1. miejsce wśród czarnogórskich szachistów.